# خوزه مانوئل فرناندز
خوزه مانوئل فرناندز (انگلیسی: José Manuel Fernández؛ زادهٔ ۱۸ نوامبر ۱۹۸۹) بازیکن فوتبال اهل اسپانیا است.
از باشگاه‌هایی که در آن بازی کرده‌است می‌توان به باشگاه فوتبال کوردوبا، باشگاه فوتبال رئال اویدو، و باشگاه فوتبال رئال ساراگوسا اشاره کرد.